# 攻殼機動隊 (2017年電影)
《攻殼機動隊》（英語：Ghost in the Shell）是一部2017年美國、香港和中國合拍的科幻動作犯罪片，改編自士郎正宗所創作的日本同名漫畫。由魯伯特·桑德司執導，史嘉蕾·喬韓森、皮魯·艾斯貝克、麥可·彼特、北野武和茱麗葉·畢諾許主演。該片2017年3月31日在美國上映（含3D版）。導演針對愛好者重現原作跟動畫經典橋段，再打造全新的故事。

## 劇情
在人們隨著電腦技術發達，器官義體化直接存取網路的近未來，由政府出資的「阪華機械」（Hanka Robotics）開發整合人腦、全身義體化的軍事特務。名叫蜜拉·凱莉恩的年輕女子為網路恐攻船難唯一倖存者，除腦以外身體明顯毀壞失能而選作全身義體化試驗對象。即使歐萊特博士反對，社長卡特決定將凱莉恩提供給公安9課。
一年後，凱莉恩以少校職務在荒卷課長底下工作，並解決阪華商務會議的恐怖襲擊事件，但仍不時有殘篇斷影的記憶出現，讓她於人機之間疑惑自身存在。得知恐攻藝妓是被駭客（九世英雄）侵入，少校駭入跟他交手遭反駭，幸好巴特強制將少校離線。利用取得的線索，兩人跟踪駭客到黑道夜店，然而卻是陷阱，爆炸毀掉巴特的眼睛，少校身體也嚴重受損。卡特為此震怒，威脅要讓9課關門。
九世跟踪殺害9課的阪華顧問，少校將她的死與其他高級公司研究人員的死亡聯繫起來，察覺歐萊特博士是下一個目標。兩名清潔隊員被駭入開車衝撞歐萊特座車，巴特殺死一位，而少校壓制住另一個，倖存者在詢問後被迫自殺。德古沙追查則發現一群人精神聯繫作為臨時訊號網路。少校前去探查被抓，九世透露其實他跟少校屬同一計畫「2571」卻失敗的產物，勸她不要相信虛假的記憶後脫逃。
少校潛進歐萊特住處質問，她坦承少校實際上是第98個實驗體，也是唯一成功的人。卡特認為少校知道太多了，把她拘捕起來，令歐萊特予以安樂死，歐萊特非但不從還給少校地址、幫助她逃亡，結果歐萊特被卡特殺害。
少校循地址找到家跟母親，兩人有熟悉的感覺，才知其女兒草薙素子加入反肉體改造激進份子，在一年前離家未歸，只見骨灰送回來說警察逮捕後自殺了，不過母親仍不相信。少校連絡荒卷報告公司陰謀時卡特也竊聽到，荒卷要向總理稟報卡特不法行為，卡特派人襲擊想滅口，都不是9課成員的對手。少校隨著回憶到素子最後藏身小廟，在那裡和九世見面，回想起自己的確叫素子以及他們被抓走當作實驗。
卡特部署「蜘蛛戰車」（spider-tank）和直升機追殺到昔日藏身處，少校力抗戰車拆毀控制系統失去左臂，傷重瀕死的九世則遭直升機狙擊手爆頭，但意識已上傳網路存在；9課趕到現場救援，齋藤狙擊打下直升機，荒卷奉總理之命前往制裁卡特，並經受害者少校同意，將卡特就地正法。日後，少校與母親於草薙素子墓地見面相擁，重拾素子身分回9課復職。

## 演員
| 演員              | 角色                                                                 | 備註 |
| 史嘉蕾·喬韓森     | 少校／蜜拉·凱莉恩／草薙素子 The Major／Mira Killian／Motoko Kusanagi | 公安9课成员，是阪华机械的研究项目“2571”的成果，拥有全身生化义体。 原是日裔女孩「草薙素子」（Motoko Kusanagi，山本花織飾演），全身改造成義體「蜜拉·凱莉恩」（Mira Killian）。 |
| 麥可·彼特         | 哈德利·克魯茲／九世英雄 Hadley Cruz／Hideo Kuze                      | 神秘人物。原是日裔少年「九世英雄」（安德魯·莫里斯飾演），全身義體改造失敗的產物。                                                                                            |
| 茱麗葉·畢諾許     | 歐萊特博士 Dr. Ouelet                                                | 阪华机械研究员，是少校项目的负责人。 |
| 彼得·费迪南多     | 卡特 Cutter                                                          | 阪华机械社长，也是公安6課指揮官。 |
| 北野武            | 荒卷大輔 Daisuke Aramaki                                             | 公安9课领导。 |
| 皮魯·艾斯貝克     | 巴特 Batou                                                           | 公安9课成员，双眼和部分身体被义体化。 |
| 黃經漢            | 德古沙 Togusa                                                        | 公安9课成员，没有义体化。 |
| 拉薩勒斯·拉圖爾   | 石川 Ishikawa                                                        | 公安9课成员。 |
| 泉原豊            | 齋藤 Saito                                                           | 公安9课成员，狙击手。 |
| 達努塔·沙馬爾     | 波瑪 Borma                                                           | 公安9课成员。 |
| 丹妮西亞·薩瑪     | 拉卓雅 Ladriya                                                       | 公安9课成员，技术员。 |
| 邁可·溫考特       | 奧斯蒙博士 Dr. Osmund                                                | 阪華機械研究員，被機械藝妓挾持殺害。 |
| 安娜瑪麗亞·馬恩卡 | 朵蘭博士 Dr. Dahlin                                                  | 阪華機械研究員，被哈德利殺害。 |
| 福島莉拉          | 藝妓                                                                 | 挾持殺害奧斯蒙博士的機械藝妓。 |
| 山本花織          | 草薙素子 Motoko Kusanagi                                             | 叛逆的日裔少女。 |
| 安德魯·莫里斯     | 九世英雄 Hideo Kuze                                                  | 素子的好友。 |
| 桃井薰            | 素子的母親                                                           | |
| 張子夫            | 東尼 Tony                                                            | 黑道夜店「slightly crazy」老闆。 |
| 詭計              | 僧侶 priest                                                          | （片段刪除） |
| 易宇航            |                                                                      | 公安6課領導，狙击手。 |

## 製作
2004年，夢工廠取得亞洲以外《攻殼機動隊2 INNOCENCE》的發行權，而與Production I.G建立良好關係。因此夢工廠跟講談社談士郎正宗原作權利時，Production I.G充當代理人角色居中協調。
2008年，夢工廠和史蒂芬·史匹柏獲得了漫畫《攻殼機動隊》的真人改編權。艾維·阿拉德和史蒂芬·保羅後來被證實將擔任監製，由《正義悍將》的編劇傑米·莫斯撰寫劇本。2009年10月，宣布《隔離島》的編劇萊塔·卡羅格里迪斯取代了莫斯。2010年，艾維·阿拉德就任美國Production I.G.,LLC董事長，大幅縮短美日之間溝通的距離。
2014年1月24日，據報導，《公主與狩獵者》的導演魯伯特·桑德司將執導本片，《騙局》的編劇威廉·惠勒有望參與劇本的撰寫。2014年9月3日，官方和瑪格·羅比會談擔任主角。10月16日，夢工廠以1000萬美元的片酬由史嘉蕾·喬韓森飾演主角草薙素子，而羅比則很快地改參演華納兄弟的《自殺突擊隊》。2015年11月10日，皮魯·艾斯貝克將飾演重要角色巴特。2015年11月19日，據報導，山姆·萊利正在會談加入本片，飾演一名危險極端罪犯的反派角色。但於2016年2月4日，據報導，麥可·彼特才是萊利的角色飾演者。2016年3月3日，據TheWrap網站報導，日本演員北野武將飾演公安9課部長荒卷大輔，Production I.G社長石川光久擔任執行製作人。2016年4月，演員茱麗葉·畢諾許、桃井薰和黃經漢也加入了電影。2016年5月，宣布福島莉拉加入演出。

### 拍攝
電影正式於2016年在2月1日在紐西蘭的威靈頓開拍。在2016年在6月3日結束紐西蘭的拍攝後，隨即6月7日和8日，劇組移至香港的北河街及吳松街拍攝，動畫製作相關的押井守、神山健治、川井憲次還到拍片現場探班，押井對本作予以肯定。Production I.G的藤咲淳一在場負責北野武臺詞等支援工作。

### 音乐
《攻壳机动队》与美籍日裔电子音乐人史蒂夫·青木合作，制作了系列经典配乐《傀儡谣》的混音版本。

## 香港取景地點

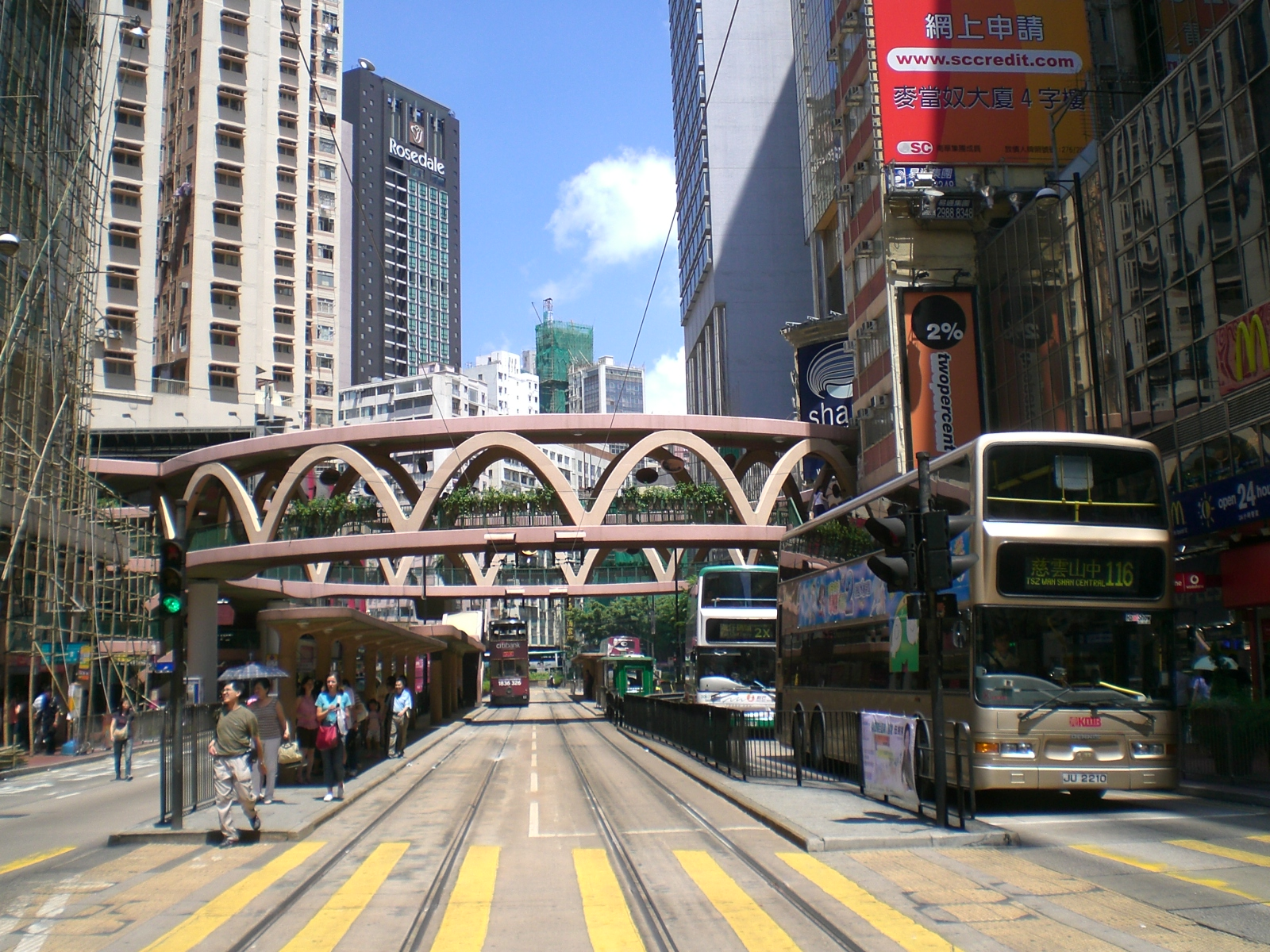
怡和街環型行人天橋成為電影其中一個場景

- 維多利亞港
- 大坑勵德邨
- 油麻地北海街
- 鰂魚涌海山樓
- 金鐘力寶中心
- 中環德輔道中
- 荃灣華人永遠墳場
- 尖沙咀香港文化中心
- 銅鑼灣怡和街環型行人天橋

## 選角爭議
由身為白人的史嘉蕾·喬韓森主演草薙素子而在欧美地区引起了爭議，尤其喜愛日本原作的愛好者。有些愛好者認為如果改編主角的日本人設定或名字以配合電影可能較好。據傳，派拉蒙打算以CGI技術來讓史嘉蕾·喬韓森看起來像亞洲人。派拉蒙澄清，這CGI技術只是一個短暫的測試，並不影響史嘉蕾·喬韓森的外貌。部分愛好者和業內人士認為此爭議的問題是他們只在意電影票房，現在的好萊塢擔心非白人演員所帶來的利益會比白人還少。
相反地，日本愛好者對好萊塢所引起的爭議感到訝異，多數認為讓白人史嘉蕾·喬韓森來演的主意並不差。
監製史蒂芬·保羅解釋女主角的名字只有「少校」（The Major）二字，儘管取材自草薙素子；並聲稱電影是設定成「國際性的世界」，在片中會有各種形形色色的民族，如日本人、中國人、英國人和美國人。但電影尾聲卻證實「少校」原名「Motoko Kusanagi」（草薙素子）。

## 發行
2015年4月29日，迪士尼公司宣布電影的上映日為2017年3月31日。2016年1月25日，迪士尼將發行權讓出，夢工廠改和環球影業合作，由環球影業負責美國的發行權；後來，證實派拉蒙影業成為了在全球發行的片商。之後迪士尼將發行權完全轉至派拉蒙影業，並保留了2017年3月31日的上映日。

### 評價
《攻殼機動隊》獲得了褒貶不一的評價。爛番茄基於273條評論，新鮮度43%，平均得分5.51／10。在Metacritic上，獲得了52分。據CinemaScore調查，觀眾的反應在A+至F間落於「B」。多數影評人認為電影有著炫目的特效和視覺效果，而喬韓森的演出也令人信服，但仍缺少原作經典的迷人要素。

### 票房
在美國和加拿大，《攻殼機動隊》與《寶貝老闆》、《園長夫人：動物園的奇蹟》共同上映及競爭，估計於首週末能從三千四百四十間戲院中獲得2500萬美元的票房。但結果首週末僅獲得1900萬美元的票房，位居當週票房排名第三，該成績低於預期，甚至達不到首周末海外票房的一半。
| 上一届： 《美女與野獸》 | 2017年台北週末票房冠軍 第13週 | 下一届： 《我和我的冠軍女兒》 |
| 上一届： 《美女與野獸》 | 2017年香港週末票房冠軍 第15週 | 下一届： 《狂野時速8》        |

## 相關頁面
- 攻殼機動隊
- 攻殼機動隊系列

## 外部連結
- 互联网电影数据库（IMDb）上《攻殼機動隊》的资料（英文）
- Box Office Mojo上《攻殼機動隊》的資料（英文）
- 爛番茄上《攻殼機動隊》的資料（英文）
- Metacritic上《攻殼機動隊》的資料（英文）
- AllMovie上《攻殼機動隊》的资料（英文）
- 開眼電影網上《攻殼機動隊》的資料（繁體中文）
- 时光网上《攻殼機動隊》的資料（简体中文）
- 豆瓣电影上《攻殼機動隊》的資料 （简体中文）